# Rupia indiana
La rupia indiana (in hindī रुपया) è la valuta dell'India. L'emissione della valuta è controllata dalla Reserve Bank of India. I simboli più comuni usati per la rupia sono Rs, ₨ e रू. Il codice ISO 4217 per la rupia Indiana è INR. La rupia moderna è suddivisa in 100 paisa (plurale paise).
Nelle varie parti dell'India, la rupia è chiamata rupee, roopayi, rupaye, rubai o uno degli altri termini che derivano dal sanscrito rupyakam (Devanagari: रूप्यकं), raupya che significa argento; e rupyakam significa (moneta) d'argento. Nel Bengala Occidentale in Tripura, Orissa e Assam la rupia indiana è ufficialmente nota con nomi che derivano dal Sanscrito ṭanka. Perciò la rupia è chiamata টাকা ṭaka in bengali, টকা tôka in assamese, e ଟଙ୍କା ṭôngka in oriya, con il simbolo ৳, ed è così scritto sulle banconote indiane.

## Sistema di numerazione
Anche la rupia segue il sistema di numerazione in uso nel paese.

## Storia

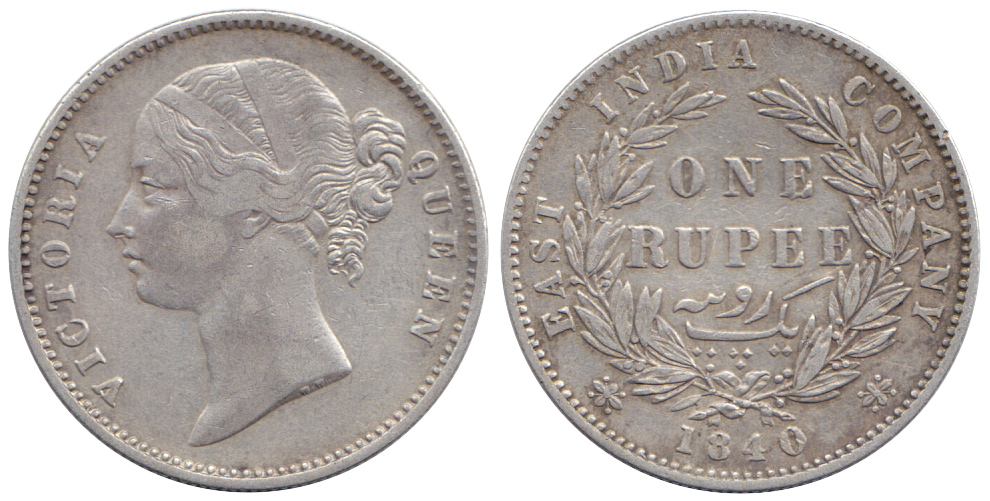
Compagnia britannica delle Indie orientali Rupia, Queen Vittoria, 1840.

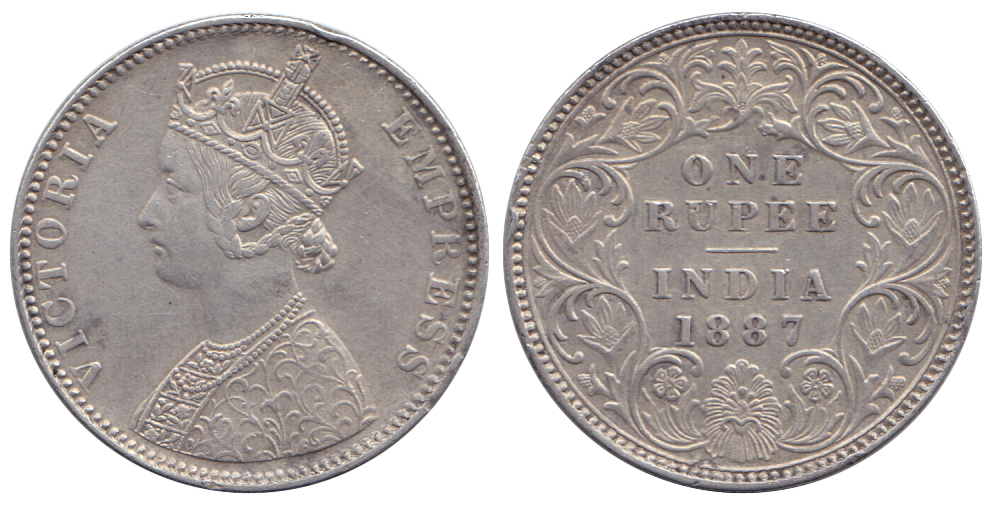
Rupia 1887, India britannica, Queen Vittoria.

L'India è stata uno dei primi paesi dove sono state coniate monete (circa IV secolo a.C.). Si ritiene che la prima "rupia" sia stata introdotta da Sher Shah Suri (1486-1545), basata su un rapporto di 40 pezzi di rame (paisa) per rupia. Tra le prime emissioni di carta-moneta in rupie ci sono state quelle della Bank of Hindustan (1770-1832), della General Bank of Bengal and Bihar (1773-75, fondata da Warren Hastings) e dalla Bengal Bank (1784-91) e altre.
Durante il governo britannico e nel primo decennio dell'indipendenza, era suddivisa in anna. A sua volta ogni anna era suddivisa in paisa (scritto anche pice) o 12 pie. Fino al 1815, la provincia di Madras emise anche una moneta basata sul fanam con 12 fanam uguali ad una rupia.
Storicamente la rupia, che deriva il suo nome dalla parola sanscrita raupya che significa argento, era una moneta di questo metallo. Ciò ebbe diverse conseguenze nel XIX secolo, quando la economie più forti usavano il gold standard. La scoperta di ampie quantità d'argento negli Stati Uniti ed alcune colonie di potenze straniere fece diminuire il valore relativo dell'argento rispetto all'oro. Improvvisamente la valuta dell'India perse il suo potere sui mercati internazionali. Questo evento è noto come "il crollo della rupia."
Nel 1898 la rupia fu collegata al gold standard attraverso la sterlina britannica con un tasso fisso di una rupia = 1 shilling, 4 penny (cioè 15 rupie = 1 sterlina). Nel 1920 la rupia salì a 2 scellini (10 rupie = 1 sterline). Invece nel 1927 il tasso fu ridotto ad 1 scellino, 6 penny (13⅓ rupie = 1 sterlina). Questo tasso fu mantenuto fino al 1966, quando la rupia fu svalutata e fissata al dollaro statunitense con un tasso di 7,5 rupie = 1 dollaro (in quel periodo quindi la rupia divenne uguale a 11,4 penny britannici). Questo tasso fu mantenuto fino alla svalutazione del dollaro nel 1971.
La rupia indiana sostituì la rupia dell'India danese nel 1845, la rupia dell'India francese nel 1954 e lo scudo dell'India portoghese nel 1961. In seguito all'indipendenza nel 1947 la rupia indiana sostituì tutte le valute dei precedenti stati autonomi. Alcuni di questi stati avevano emesso rupie dello stesso valore di quella emessa dal governo britannico come la rupia di Travancore. Tra le altre valute c'erano la rupia dell'Hyderabad ed il kori di Kutch.
Nel 1957 la rupia fu decimalizzata e la rupia fu divisa in 100 naye paise (Hindi per "nuovo paise"). Nel 1964, il "naye" iniziale fu eliminato. Molti ancora chiamano i 25, 50 e 75 paise rispettivamente 4, 8 e 12 anna, come ad esempio gli americani chiamano "bit" la moneta da ⅛ di dollaro.

Banconota da due rupie
Banconota da 1 rupia (1917)
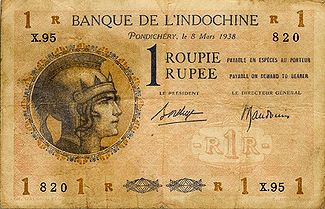
1 rupia dell'India francese (1938)

Nel novembre 2016 il governo indiano capitanato dal premier Narendra Modi ha dichiarato fuori corso le banconote da 1 000 e da 500 rupie (le più usate nel paese). Il premier ha spiegato che tale de-monetizzazione è stata intrapresa come misura di contrasto all'evasione fiscale dei più ricchi. Al 30 agosto dell'anno successivo, secondo un rapporto della banca centrale indiana, il 99% delle banconote in questione sono state restituite ma, vista la mancata riduzione dell'evasione fiscale e la perdita di liquidità delle fasce povere della popolazione con la conseguente riduzione della crescita del pil, l'operazione è stata considerata da molti esperti un totale fallimento.

Banconota da 500 rupie, emanata nel 1997 e dal 2016 fuori corso
Banconota da 1 000 rupie, emanata nel 2000 e dal 2016 fuori corso

## Uso internazionale
Con la partizione, nacque la rupia pakistana che inizialmente usò le monete indiane e le banconote indiane semplicemente sovrastampate con la scritta Pakistan. In precedenza la rupia indiana era stata anche la valuta di altri possedimenti britannici nella zona come Kuwait, Bahrein, Qatar, gli Stati della tregua (ora Emirati Arabi Uniti) e Malaysia.
La rupia del Golfo, nota anche come "rupia del Golfo persico" (XPGR), fu introdotta dal governo indiano per sostituire la rupia indiana che circolava esclusivamente all'estero con il Reserve Bank of India [Amendment] Act, 1º maggio 1959. Questa creazione di una valuta separata fu un tentativo di ridurre le tensioni esercitate sulle riserve indiane di valute straniere dal commercio dell'oro. Dopo che l'India ebbe svalutato la rupia il 6 giugno 1966 i paesi che ancora la usavano - Oman, Qatar e gli oramai Emirati Arabi Uniti (che fino al 1971 erano noti come Stati della tregua) - sostituirono la rupia del Golfo con le valute proprie. Il Kuwait ed il Bahrein lo avevano già fatto rispettivamente il 1961 ed il 1965.
La rupia indiana ha un cambio fisso con il Ngultrum del Bhutan e viene comunemente accettata nelle città nepalesi vicine al confine Nepal-India ed in alcuni negozi indiani nel Regno Unito.

## Il simbolo
Nel 2010 è stato scelto il nuovo simbolo della rupia, una miscela del Devanagari ‘र' e la lettera romana maiuscola "R" senza la gamba.

## Monete
Le monete in circolazione sono da 25 paise, 50 paise, Rs. 1, Rs. 2 and Rs. 5.
La moneta di 2 rupie coniata nel 2006 reca una croce in sostituzione della mappa dell'India sulla versione del 2000 della stessa moneta. In questo si avviene una discontinuità con la secolarizzazione pregressa e una sospetta incostituzionalità per la stessa ragione.

### Compagnia delle Indie orientali, pre-1862
Le tre Presidency della Compagnia Inglese delle Indie Orientali (Bengal, Bombay e Madras) emisero ognuna le proprie monete fino al 1835. Tutte emisero rupie assieme a frazioni che arrivavano giù da ⅛ fino ad 1/16 di rupia in argento. Madras emise anche monete da 2 rupie.
Le monete in rame erano più differenziate. Il Bengala emise le monete da 1 pie, ½, 1 e 2 paise. Bombay emise quelle da 1 pie, ¼, ½, 1, 1½, 2 e 4 paise. A Madras ci furono monete da 2, 4 pie, 1, 2 e 4 paisa, con le prime due che furono denominate anche come ½ e 1 dub o 1/96 e 1/48 di rupia. Madras emise anche il fanam di Madras fino al 1815.
Tutte e tre le Presidency emisero mohur d'oro e frazioni di mohur, compresi i 1/16, ⅛, ¼ e ½ in Bengala, il 1/15 (una rupia d'oro) e ⅓ (pancia) a Bombay ed i ¼, ⅓ e ½ in Madras.
Nel 1835 fu introdotta una monetazione unificata per tutta la Compagnia. Consisteva di moneta di rame da 1/12, ¼ e ½ anna; d'argento da ¼, ½ e 1 rupia e d'oro da 1 e 2 mohur. Nel 1841 fu aggiunta la moneta d'argento da 2 anna seguita da quelle di rame da ½ pice nel 1853. La monetazione della Compagnia proseguì fino al 1862, anche dopo che le competenze erano state assorbite dalla Corona.

### Regal Issues, 1862-1947

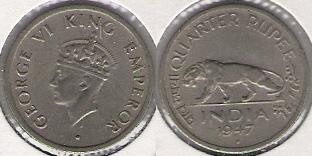
Quarto di rupia, coniato nel 1947

Nel 1862 furono introdotte monete che sono comunemente chiamate Regal issues, emissioni reali. Recavano il ritratto della regina Vittoria e la designazione "India". I valori erano 1/12 di anna, ½ pice, ¼ e ½ anna (tutte in rame), 2 anna, ¼, ½ e 1 rupee (in argento) e 5 e 10 rupie ed 1 mohur in oro. La produzione di monete d'oro cessò nel 1891 mentre le monete da ½ anna non furono più emesse dopo il 1877.
Nel 1906 il bronzo sostituì il rame nei valori più bassi e nel 1907 fu introdotta una moneta in cupro-nichel da 1 anna. Nel 1918 e nel 1919 furono introdotte monete in cupro-nickel da 2, 4 e 8 anna, anche se le monete da 4 e 8 anna furono emesse solo fino al 1921 e non sostituirono le loro equivalenti monete d'argento. Sempre nel 1918 la zecca di Bombay coniò la sovrana 'oro e la moneta da 15 rupie identica come misure alla sovrana come misura d'emergenza causata dalla prima guerra mondiale.
Nei primi anni 1940 furono apportati diversi cambiamenti. Le monete da 1/12 di anna e da ½ pice uscirono di produzione, quella da ¼ anna fu sostituita da una di bronzo, forata, monete in cupro-nichel e nickel-ottone da ½ anna rfurono introdotte, il nickel-ottone fu usato per produrre alcune monete da 1 e 2 anna ed il titolo dell'argento fu ridotto da 91,7% a 50%. L'ultima emissione di rupie britanniche fu quella in cupro-nichel da ¼, ½ e 1 rupie coniate nel 1946 e nel 1947.

### Emissioni indipendenti pre-decimali, 1950-1957

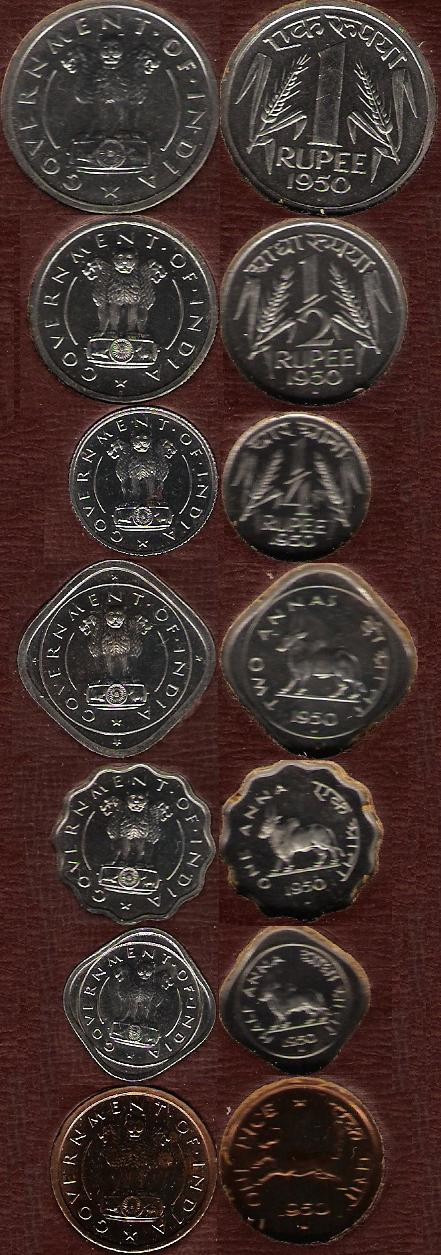

Le prime monete dell'India dopo l'indipendenza furono emesse nel 1950. Erano i pezzi da 1 pice, da ½, 1 e 2 annas, da ¼, ½ e 1 rupie. Dimensioni e composizione erano le stesse delle ultime emissioni britanniche, ad eccezione della moneta da 1 pice, che era di bronzo ma non forata.

### Emissioni indipendenti decimali, 1957-
La prima emissione decimale dell'India era costituita da monete da 1, 2, 5, 10, 25 e 50 naye paise e da 1 rupia. Il 1 naya paisa era di bronzo, i 2, 5 e 10 naye paisa erano in cupro-nichel e i 25 e 50 naye paise e la moneta da 1 rupia erano di nichel. Nel 1964 la parola naya(e) fu tolta da tutte le monete. Tra il 1964 ed il 1967 furono introdotte monete d'alluminio da 1, 2, 3, 5 e 10 paise. Nel 1968 fu introdotta la moneta da 20 paise in nickel-ottone, in sostituzione di quella d'alluminio del 1982. Tra il 1972 ed il 1975 il cupro-nichel sostituì il nichel nelle monete da 25 e 50 paise e da 1 rupia. Nel 1982 è stata introdotta la moneta in cupro-nichel da 2 rupie. Nel 1988 sono state introdotte monete d'acciaio da 10, 25 e 50 paise, seguite da quella da 1 rupia nel 1992. Sempre nel 1992 è stata introdotta la moneta da 5 rupie.
Le monete circolazione sono quelle da 25 e 50 paise e da 1, 2 e 5 rupie. Le monete da 5, 10 e 20 paise, anche se in corso, stanno diventando meno frequenti.
| Monete in circolazione Reserve Bank of India | Monete in circolazione Reserve Bank of India | Monete in circolazione Reserve Bank of India | Monete in circolazione Reserve Bank of India | Monete in circolazione Reserve Bank of India | Monete in circolazione Reserve Bank of India | Monete in circolazione Reserve Bank of India | Monete in circolazione Reserve Bank of India | Monete in circolazione Reserve Bank of India |
| Valore                                       | Parametri tecnici                            | Parametri tecnici                            | Parametri tecnici                            | Parametri tecnici                            | Descrizione                                  | Descrizione                                  | Data di                                      | Data di                                      |
| Valore                                       | Diametro                                     | Massa                                        | Composizione                                 | Forma                                        | Dritto                                       | Rovescio                                     | prima coniazione                             | ultima coniazione                            |
| -------------------------------------------- | -------------------------------------------- | -------------------------------------------- | -------------------------------------------- | -------------------------------------------- | -------------------------------------------- | -------------------------------------------- | -------------------------------------------- | -------------------------------------------- |
| 5 paise                                      | 22 mm (diagonale)                            | 1,5 g                                        | Alluminio                                    | Quadrata                                     | Stemma dell'India                            | Valore                                       | 1957                                         | 1994                                         |
| 10 paise                                     | 16 mm                                        | 2 g                                          | Acciaio inossidabile ferritico               | Circolare                                    | Stemma dell'India                            | Valore                                       | 1961                                         | 1998                                         |
| 20 paise                                     | 27 mm (maggiore)                             | 2,2 g                                        | Alluminio                                    | Esagono                                      | Stemma dell'India                            | Valore                                       | 1982                                         | 1994                                         |
| 25 paise                                     | 19 mm                                        | 2,83 g                                       | Acciaio inossidabile ferritico               | Circolare                                    | Stemma dell'India, valore                    | Rinoceronte                                  | 1973                                         | –                                            |
| 50 paise                                     | 22 mm                                        | 3,79 g                                       | Acciaio inossidabile ferritico               | Circolare                                    | Stemma dell'India, valore                    | Parlamento indiano, carta dell'India         | 1973                                         | –                                            |
| Rs. 1                                        | 25 mm                                        | 4,85 g                                       | Acciaio inossidabile ferritico               | Circolare                                    | Stemma dell'India                            | Valore, spighe di frumento                   | 1976                                         | –                                            |
| Rs. 2                                        | 26 mm                                        | 6 g                                          | Cupronickel                                  | Endecagono                                   | Stemma dell'India, valore                    | Bandiera e carta dell'India                  | 1990                                         | –                                            |
| Rs. 5                                        | 23 mm                                        | 9 g                                          | Cupronickel                                  | Circolare                                    | Stemma dell'India                            | Valore, fiore                                | 1992                                         | –                                            |
| Rs. 10                                       | 28 mm                                        | 8 g                                          | Bimetallica                                  | Circolare                                    | Stemma dell'India                            | Valore, petali                               | 2009                                         | –                                            |
| Per altre informazioni vedi tavole monete.   |                                              |                                              |                                              |                                              |                                              |                                              |                                              |                                              |

Tutte le monete sono coniate da quattro officine della India Government Mint.

## Banconote

### India britannica, 1861-1947
Nel 1861 il Governo dell'India introdusse la prima carta moneta, la banconota da 10 rupie. Questa fu seguita da quelle da 20 rupie il 1864, da 5 rupie il 1872, da 10.000 rupie il 1899, da 100 rupie il 1900, da 50 rupie il 1905, da 500 rupie il 1907 e da 1000 rupie il 1909. Nel 1917 furono introdotte le banconote da 1 e 2½ rupie.
La Reserve Bank of India iniziò la produzione di banconote il 1938, emettendo le banconote da 2, 5, 10, 100 e 1000 rupie, mentre il Governo continuò l'emissione di quella da 1 rupia.

### Emissioni indipendenti, 1949-
Dopo l'indipendenza fu introdotto un nuovo disegno eliminando il ritratto del re. Il governo continuò l'emissione della banconota da 1 rupia, mentre la Reserve Bank emise le altre denominazioni, comprese le banconote da 5000 e 10.000 rupie introdotte nel 1949. Negli anni 1970 furono introdotte banconote da 20 e 50 rupie ma i tagli superiori a 100 rupie furono demonetizzati nel 1978. Il 1987 fu reintrodotta la banconota da 500 rupie, seguita da quella da 1000 rupie il 2000.

### Banconote in circolazione
| Serie Mahatma Gandhi Reserve Bank of India | Serie Mahatma Gandhi Reserve Bank of India | Serie Mahatma Gandhi Reserve Bank of India | Serie Mahatma Gandhi Reserve Bank of India | Serie Mahatma Gandhi Reserve Bank of India | Serie Mahatma Gandhi Reserve Bank of India | Serie Mahatma Gandhi Reserve Bank of India |
| Immagine fronte | Valore                                     | Dimensioni                                 | Colore principale                          | Descrizione                                | Descrizione                                | Data di emissione                          |
| Immagine fronte | Valore                                     | Dimensioni                                 | Colore principale                          | Fronte                                     | Verso                                      | Data di emissione                          |
| --- | ------------------------------------------ | ------------------------------------------ | ------------------------------------------ | ------------------------------------------ | ------------------------------------------ | ------------------------------------------ |
| | Rs. 5                                      | 117 × 63 mm                                | Verde                                      | Mahatma Gandhi                             | Trattore                                   | 2002                                       |
| | Rs. 10                                     | 137 × 63 mm                                | Arancione-violetto                         | Mahatma Gandhi                             | Rinoceronte, elefante, tigre               | 1996                                       |
| | Rs. 20                                     | 147 × 63 mm                                | Rosso-arancione                            | Mahatma Gandhi                             | palme                                      | 2002                                       |
| | Rs. 50                                     | 147 × 73 mm                                | Violetto                                   | Mahatma Gandhi                             | Parlamento indiano                         | 1997                                       |
| | Rs. 100                                    | 157 × 73 mm                                | Blu-verde al centro, marrone-viola ai lati | Mahatma Gandhi                             | Himalaya                                   | 1996                                       |
| | Rs. 500                                    | 167 × 73 mm                                | Oliva e giallo                             | Mahatma Gandhi                             | Marcia del sale                            | 1997                                       |
| | Rs. 1000                                   | 177 × 73 mm                                | Rosa                                       | Mahatma Gandhi                             | Economia dell'India                        | 2000                                       |
| Queste immagini sono scalate a 0,7 pixel per millimetro, uno standard di Wikipedia per le banconote mondiali. Per altre informazioni vedi tabella con le specifiche delle banconote. |                                            |                                            |                                            |                                            |                                            |                                            |

La serie in corso, la cui emissione è iniziata nel 1996, è chiamata la serie del Mahatma Gandhi. Le banconote sono stampate agli stabilimenti di Currency Note Press, Nashik, Bank Note Press, Dewas, Bharatiya Note Mudra Nigam (P) Limited presses ad Salboni e Mysore e alla the Watermark Paper Manufacturing Mill, Hoshangabad.
Ogni banconota ha il valore scritto in 17 lingue (inglese ed hindi sul fronte ed altre 15 sul verso) che illustrano la diversità del paese. I distributori automatici (bancomat) normalmente danno banconote da Rs. 100 e Rs. 500, ma non quelle da Rs. 1000.
Negli ultimi anni le banconote sono state leggermente modificate per migliorarne le caratteristiche di sicurezza
La costellazione di EURione è stata aggiunta alla banconota da Rs. 100. Le nuove Rs. 10, 20 sono state emesse nel 2006, e le Rs. 50, 100, 1000 nel 2005.
Dal novembre 2016 le banconote da 500 e 1000 rupie sono fuori corso.

### Pannello delle lingue

Pannello delle lingue sulle banconote indiane

Il pannello delle lingue nei biglietti della rupia indiana mostra il nome della rupia in 15 delle 22 lingue nazionali dell'India.